# Freudenberg (entreprise)
 (novembre 2018).
Si vous disposez d'ouvrages ou d'articles de référence ou si vous connaissez des sites web de qualité traitant du thème abordé ici, merci de compléter l'article en donnant les références utiles à sa vérifiabilité et en les liant à la section « Notes et références ».
Pour les articles homonymes, voir Freudenberg.
Freudenberg est un conglomérat allemand basé à Weinheim. Il est présent dans la production de sièges, mais également dans celle de filtres à l'huile et à air, dans le matériel médical, dans les revêtements de sols, dans les joints d'étanchéité, etc.
Elle possède à ce jour la société Vibracoustic, notamment le site de production de Carquefou qui se situe dans la banlieue nantaise, spécialisé dans les pièces anti-vibratoires automobiles (supports moteurs, tampons de boite, etc.)